# Campeonato Sul-Americano de Voleibol Feminino de 2015
O Campeonato Sul-Americano de Voleibol Feminino de 2015 foi a 31ª edição do torneio organizado bianualmente pela Confederação Sul-Americana de Voleibol (CSV). Foi disputado em Cartagena das Índias, Colômbia, de 29 de setembro a 3 de outubro de 2015.
Foi vencido pelo Brasil, conquistando assim o 19º título na história da competição. As quatro seleções mais bem posicionadas se classificaram para o qualificatório olímpico que aconteceu na cidade de Bariloche na Argentina em janeiro de 2016. Como a seleção brasileira já estava classificada para os Jogos Olímpicos, sua vaga foi herdada pela Venezuela.

## Seleções Participantes
O torneio conta com a participação de 8 seleções,fato que não ocorria desde o Sul-Americano de 2009.
Entre parêntesis a posição das seleções no ranking mundial da FIVB 
- Brasil (2)
- Argentina (12)
- Peru (23)
- Colômbia (30) (país sede)
- Venezuela (40)
- Chile (53)
- Uruguai (119)
- Paraguai (122)

## Fórmula de Disputa
O campeonato conta com duas fases: a de grupos e a fase final.
Na 1ª fase as oito seleções são divididas em dois grupos com 4 seleções cada,com os componentes do grupos jogando entre si. As duas melhores seleções de cada grupo avançam à fase final da competição. As seleções eliminadas fazem a disputa do 5º-8º lugares.
Critérios de Desempate:
- Maior número de vitórias
- Maior número de pontos (campeonato que tem o seguinte sistema de pontuação):
  - Vitória por 3-0 ou 3-1 dá ao vencedor 3 pontos e 0 ponto ao perdedor.
  - Vitória por 3-2 dá ao vencedor 2 pontos e 1 ponto pro perdedor.
- Set average (proporção entre set vencidos e sets perdidos)
- Pontos average (proporção entre pontos vencidos e pontos perdidos)

## Fase Classificatória
- Horários indicados correspontes ao horário oficial da Colômbia: UTC-5.
- Sede: Coliseo Northon Madrid.

### Grupo A
|     |           | Partidas | Partidas | Partidas |     | Sets | Sets | Sets  | Pontos | Pontos | Pontos |
| Pos | Equipo    | PJ       | PG       | PP       | Pts | SG   | SP   | Ratio | PG     | PP     | Ratio  |
| --- | --------- | -------- | -------- | -------- | --- | ---- | ---- | ----- | ------ | ------ | ------ |
| 1   | Peru      | 3        | 3        | 0        | 8   | 9    | 3    | 3.000 | 274    | 197    | 1.391  |
| 2   | Colômbia  | 3        | 2        | 1        | 6   | 7    | 3    | 2.333 | 233    | 180    | 1.294  |
| 3   | Venezuela | 3        | 1        | 2        | 4   | 5    | 6    | 0.833 | 215    | 222    | 0.968  |
| 4   | Paraguai  | 3        | 0        | 3        | 0   | 0    | 9    | 0.000 | 102    | 225    | 0.453  |

| Data           | Hora  | Partida   | Partida   | Partida   | Sets  | Sets  | Sets  | Sets  | Sets | Pontuação Final | Relatório |
| Data           | Hora  |           | Resultado |           | 1     | 2     | 3     | 4     | 5    | Pontuação Final | Relatório |
| -------------- | ----- | --------- | --------- | --------- | ----- | ----- | ----- | ----- | ---- | --------------- | --------- |
| 29 de setembro | 15:00 | Peru      | 3 – 2     | Venezuela | 19-25 | 25-17 | 17-25 | 25-15 | 15-6 | 101 – 88        | Relatório |
| 29 de setembro | 19:00 | Colômbia  | 3 – 0     | Paraguai  | 25-8  | 25-12 | 25-10 | -     | -    | 75 – 30         | Relatório |
| 30 de setembro | 11:00 | Peru      | 3 – 0     | Paraguai  | 25-4  | 25-11 | 25-11 | -     | -    | 75 – 26         | Relatório |
| 30 de setembro | 19:00 | Venezuela | 0 – 3     | Colômbia  | 19-25 | 15-25 | 18-25 | -     | -    | 52 – 75         | Relatório |
| 1 de outubro   | 11:45 | Venezuela | 3 – 0     | Paraguai  | 25-9  | 25-19 | 25-18 | -     | -    | 75 – 46         | Relatório |
| 1 de outubro   | 19:00 | Colômbia  | 1 – 3     | Peru      | 25-22 | 18-25 | 24-26 | 16-25 | -    | 83 – 98         | Relatório |

### Grupo B
|     |           | Partidas | Partidas | Partidas |     | Sets | Sets | Sets  | Pontos | Pontos | Pontos |
| Pos | Equipe    | PJ       | PG       | PP       | Pts | SG   | SP   | Ratio | PG     | PP     | Ratio  |
| --- | --------- | -------- | -------- | -------- | --- | ---- | ---- | ----- | ------ | ------ | ------ |
| 1   | Brasil    | 3        | 3        | 0        | 9   | 9    | 0    | MAX   | 225    | 124    | 1.815  |
| 2   | Argentina | 3        | 2        | 1        | 6   | 6    | 3    | 2.000 | 197    | 171    | 1.152  |
| 3   | Chile     | 3        | 1        | 2        | 3   | 3    | 7    | 0.428 | 185    | 243    | 0.761  |
| 4   | Uruguai   | 3        | 0        | 3        | 0   | 1    | 9    | 0.111 | 182    | 251    | 0.725  |

| Data           | Hora  | Partidas  | Partidas  | Partidas  | Sets  | Sets  | Sets  | Sets  | Sets | Pontuação Final | Relatório |
| Data           | Hora  |           | Resultado |           | 1     | 2     | 3     | 4     | 5    | Pontuação Final | Relatório |
| -------------- | ----- | --------- | --------- | --------- | ----- | ----- | ----- | ----- | ---- | --------------- | --------- |
| 29 de setembro | 13:00 | Argentina | 3 – 0     | Chile     | 25-17 | 25-18 | 25-12 | -     | -    | 75 – 47         | Relatório |
| 29 de setembro | 17:00 | Brasil    | 3 – 0     | Uruguai   | 25-14 | 25-11 | 25-15 | -     | -    | 75 – 40         | Relatório |
| 30 de setembro | 9:00  | Chile     | 0 – 3     | Brasil    | 16-25 | 6-25  | 15-25 | -     | -    | 37 – 75         | Relatório |
| 30 de setembro | 17:00 | Argentina | 3 – 0     | Uruguai   | 25-16 | 25-11 | 25-22 | -     | -    | 75 – 49         | Relatório |
| 1 de outubro   | 9:45  | Chile     | 3 – 1     | Uruguai   | 25-22 | 25-22 | 26-28 | 25-21 | -    | 101 – 93        | Relatório |
| 1 de outubro   | 17:00 | Brasil    | 3 – 0     | Argentina | 25-16 | 25-17 | 25-14 | -     | -    | 75 – 47         | Relatório |

## Fase Final
- Horários indicados correspontes ao horário oficial da Colômbia: UTC-5.
- Sede: Coliseo Northon Madrid.

### Semifinais
| Data         | Hora  | Partida | Partida   | Partida   | Sets  | Sets  | Sets  | Sets  | Sets  | Pontuação Total | Relatório |
| Data         | Hora  |         | Resultado |           | 1     | 2     | 3     | 4     | 5     | Pontuação Total | Relatório |
| ------------ | ----- | ------- | --------- | --------- | ----- | ----- | ----- | ----- | ----- | --------------- | --------- |
| 2 de outubro | 17:00 | Peru    | 3 – 2     | Argentina | 25-23 | 25-27 | 25-20 | 25-27 | 15-13 | 115 – 110       |           |
| 2 de outubro | 19:00 | Brasil  | 3 – 0     | Colômbia  | 25-17 | 25-12 | 25-12 | -     | -     | 75 – 41         |           |

#### Disputa 3º Lugar
| Data         | Hora  | Partida  | Partida   | Partida   | Sets  | Sets  | Sets  | Sets  | Sets | Pontuação Total | Relatório |
| Data         | Hora  |          | Resultado |           | 1     | 2     | 3     | 4     | 5    | Pontuação Total | Relatório |
| ------------ | ----- | -------- | --------- | --------- | ----- | ----- | ----- | ----- | ---- | --------------- | --------- |
| 3 de Outubro | 16:30 | Colômbia | 3 – 2     | Argentina | 25-21 | 26-24 | 19-25 | 23-25 | 15-6 | 108 – 101       |           |

##### Final
| Data         | Hora  | Partida | Partida   | Partida | Sets  | Sets  | Sets  | Sets | Sets | Pontuação Total | Relatório |
| Data         | Hora  |         | Resultado |         | 1     | 2     | 3     | 4    | 5    | Pontuação Total | Relatório |
| ------------ | ----- | ------- | --------- | ------- | ----- | ----- | ----- | ---- | ---- | --------------- | --------- |
| 3 de Outubro | 19:00 | Peru    | 0 – 3     | Brasil  | 17-25 | 21-25 | 13-25 | -    | -    | 51–75           |           |

## Classificação Final
| Pos. | Equipe    |
| ---- | --------- |
|      | Brasil    |
|      | Peru      |
|      | Colômbia  |
| 4    | Argentina |
| 5    | Venezuela |
| 6    | Chile     |
| 7    | Uruguai   |
| 8    | Paraguai  |

|  | Equipes classificadas para o Torneio Qualificatório Olímpico Sul-Americano |

## Premiação Individual
- MVP: Gabriela Guimarães
- Melhor Oposta:  Carla Castiglione
- Melhor Central  Juciely Barreto
- 2ª Melhor Central:  Natalia Aispurúa
- Melhor Levantadora:  Alejandra Marín
- Melhor Ponteira:  Gabriela Guimarães
- 2ª Melhor Ponteira:  Ángela Leyva
- Melhor Líbero: Camila Gómez